# Rabbids: Fuori di Schermo
Rabbids fuori di schermo (Rabbids: Alive & Kicking) è un videogioco party della serie Rabbids sviluppato da Ubisoft Milano e messo in commercio da Ubisoft nel 2011 per Xbox 360. È il sesto titolo della serie.
Il gioco comprende numerosi mini giochi, con un massimo di quattro giocatori,  utilizzabile con il Kinect.